# Henry Anglade
Henry Anglade (francès: Henri Anglade)  (Thionville, 6 de juliol de 1933 - 4t arrondissement de Lió, 10 de novembre de 2022) va ser un ciclista francès que fou professional de 1957 a 1967. Era anomenat Napoleó pels seus companys.
El 1959 aconsegueix els seus primers grans èxits en guanyar el Critèrium del Dauphiné Libéré i el Campionat de França, a més de ser segon a la Volta a Suïssa i el Tour de França. En aquesta darrera cursa les rivalitats entre els ciclistes francesos impediren que pogués vèncer a Federico Martín Bahamontes.
El 1960 vestirà el mallot groc durant 2 etapes al Tour de França, però el perd en veure's obligat a ajudar al seu cap de files, Roger Rivière. El 1965 torna a guanyar el Campionat de França, aquest cop per davant de Raymond Poulidor i Jacques Anquetil. El 1967 posa fi a la seva carrera ciclista per dedicar-se al comerç de les màquines d'escriure. Amb tot, el 1976, torna al ciclisme, aquest cop com a director esportiu de l'equip Lejeune-BP, tenint sota les seves ordres Roy Schuiten, Ferdinand Bracke i Lucien van Impe.

## Palmarès
- 1957
  - 1r a l'Annemasse-Bellegarde-Annemasse
  - Vencedor d'una etapa del Tour de la Xampanya
- 1958
  - Vencedor d'una etapa dels 3 dies del Loira
- 1959
  - Campió del Super Prestige Pernod International
  -  Campió de França en ruta
  - 1r al Critèrium del Dauphiné Libéré
  - 1r al Circuit Dròme-Ardèche
  - Vencedor d'una etapa al Tour de França
- 1961
  - 1r de la Berna-Ginebra i vencedor de 2 etapes
- 1962
  - 1r a la Poly Bretona a Bubry
  - Vencedor d'una etapa del Tour de Romandia
- 1963
  - 1r al Tour de Var
  - 1r a la Ronda de Seignelay
  - Vencedor d'una etapa del Critèrium Nacional
- 1965
  -  Campió de França en ruta
- 1966
  - 1r del Tour de l'Herault

### Resultats al Tour de França
- 1957. 28è de la classificació general
- 1958. 17è de la classificació general
- 1959. 2n de la classificació general. Vencedor d'una etapa
- 1960. 8è de la classificació general.  Porta el mallot groc durant 2 etapes
- 1961. 18è de la classificació general
- 1962. 12è de la classificació general
- 1963. 11è de la classificació general
- 1964. 4t de la classificació general
- 1965. 4t de la classificació general
- 1967. Abandona (6a etapa)

### Resultats al Giro d'Itàlia
- 1962. Abandona (17a etapa)